# Тирс (соцветие)
Тирс (лат. thyrsus, от θύρσος с др.-греч. — «культовый жезл, увитый плющом и виноградом») — сложное соцветие с моноподиально нарастающей главной осью и боковыми частными соцветиями-цимоидами. Тирсы широко распространены, они характерны для представителей семейств: Яснотковые, Бурачниковые, Норичниковые, Гвоздичные,  и др.

Если несколько кистей образуют соцветие на кистевидной главной оси, говорят о тирсе. Основная ось представлена кистью, шипом или может быть сплюснутой в виде головки. Терминальные цветки присутствуют не всегда.

Тирс с дихазиумными кистями
Тирс с извилистыми кистями
Тирс с двойными спиральными кистями

Парциальные соцветия тирса могут быть представлены различными цимоидами: завитком (каштан конский обыкновенный (Aesculus hippocastanum L.), двойным завитком (бадан толстолистный (Bergenia crassifolia L.), двойной извилиной (роджерсия конскокаштанолистная (Rodgersia aesculifolia), двойным дихазием (пустынница длиннолистная (Eremogone longifolia (M. Bieb.) Fenzl), кубком (марь белая (Chenopodium album L.).

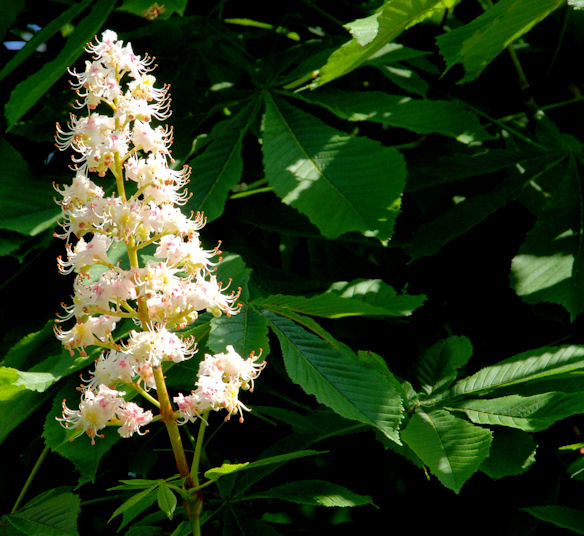
Тирс конского каштана
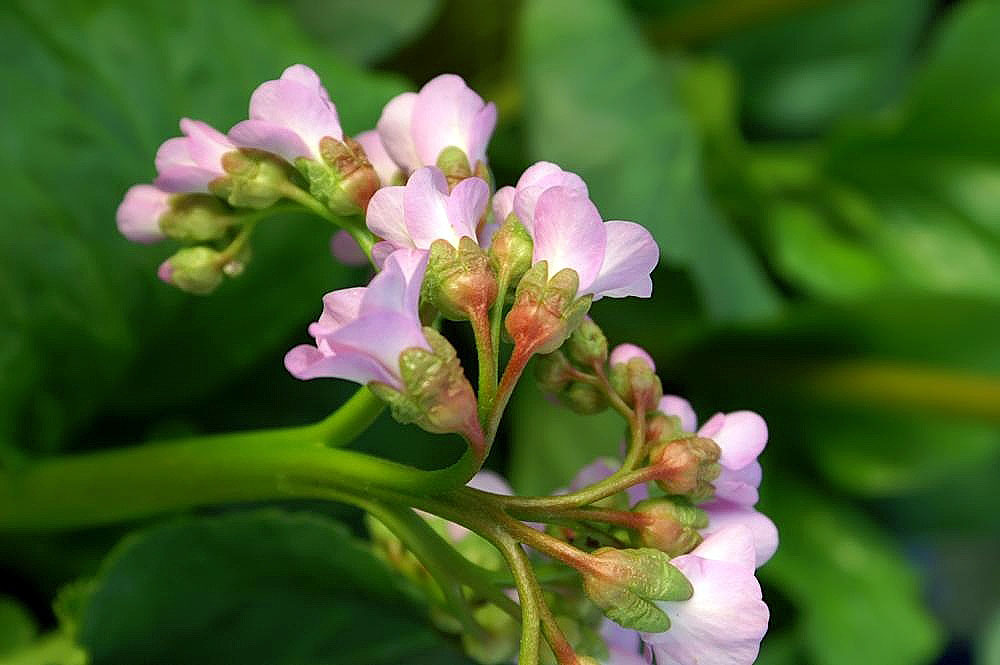
Бадан
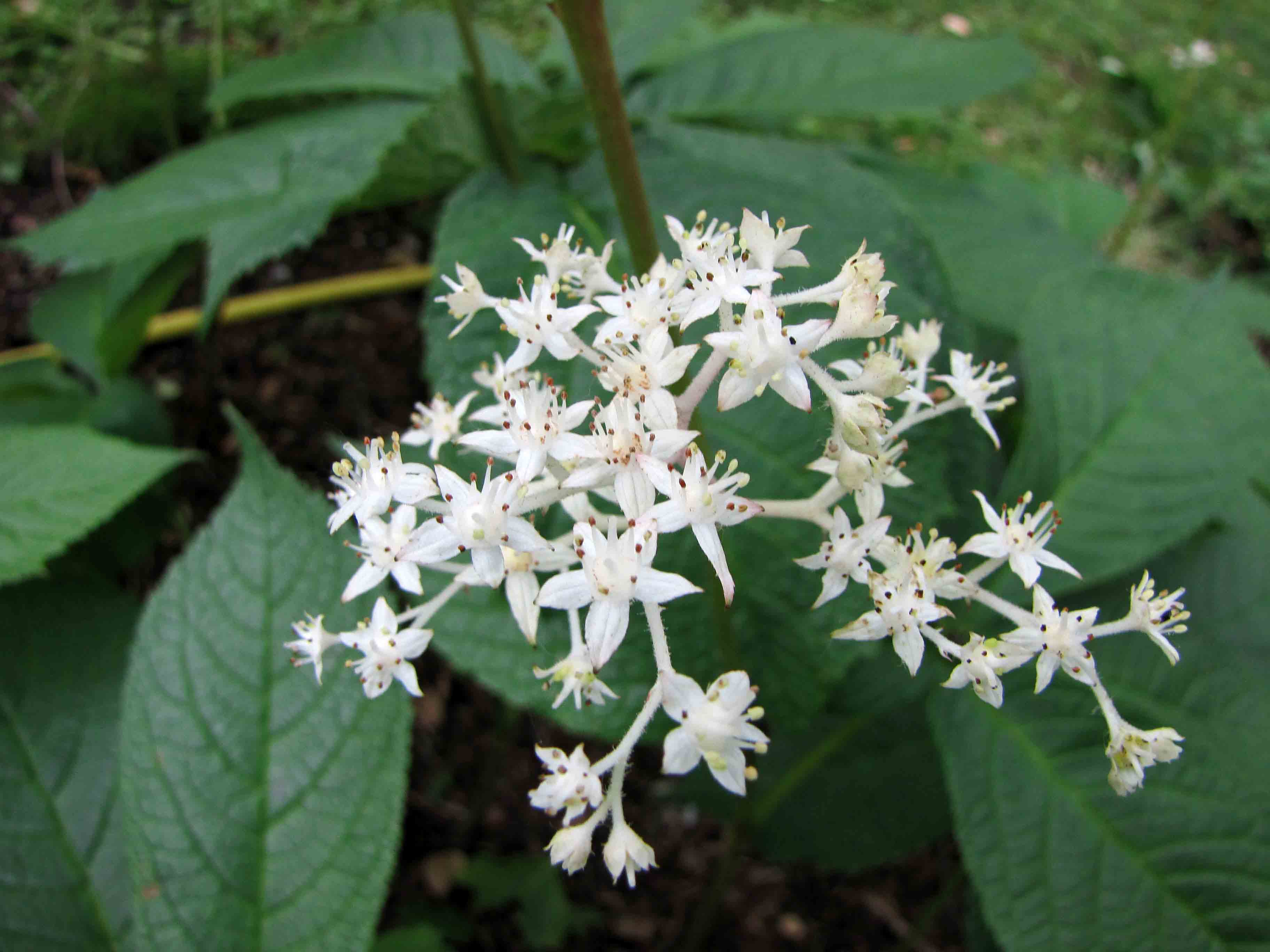
Роджерсия конскокаштанолистная
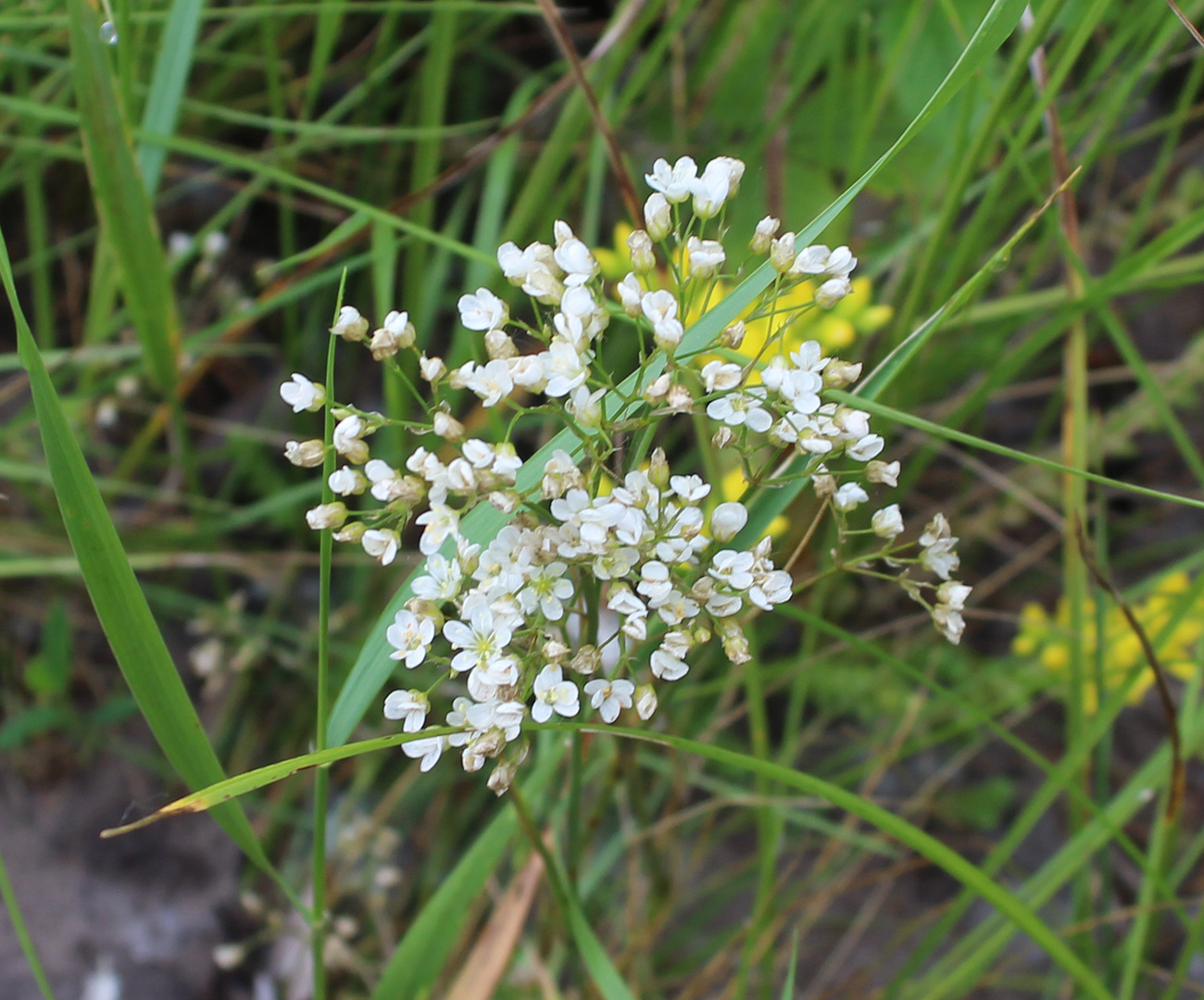
Пустынница длиннолистная
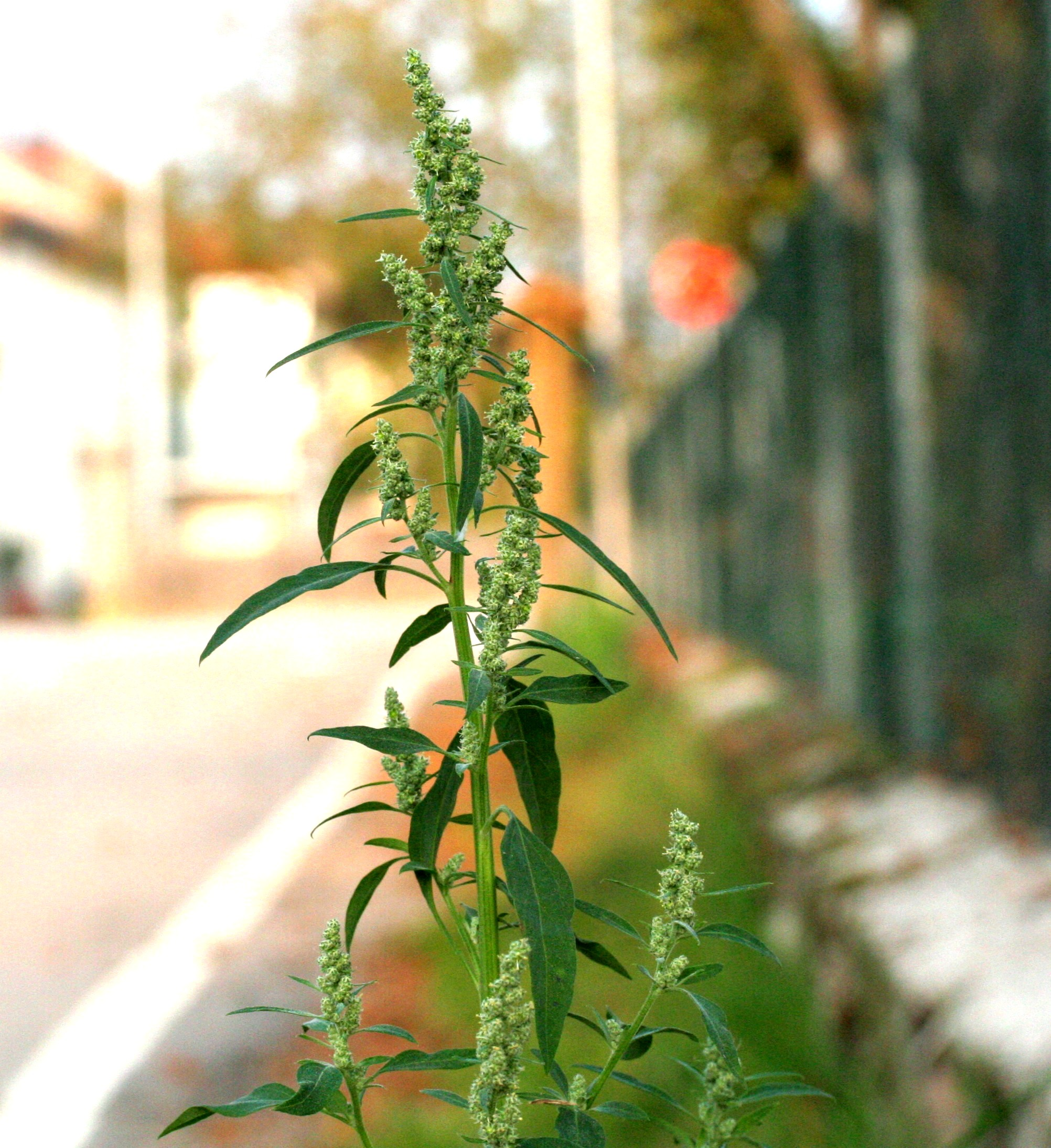
Марь белая

Если зимозные частичные соцветия, в свою очередь, замещаются тирсами, то говорят об сложных тирсах по аналогии со сложными метёлками и получают махровые тирсы или плиотирсы. Аналогично здесь различают гомеокладные и гетерокладные формы, простые тирсы всегда гомеокладные.

У тирсов разветвленность паракладиев (боковых побегов с постоянной структурой, образующиеся в зоне обогащения основного побега) уменьшается по направлению к верхушке соцветия, придавая тирсу пирамидальную форму.

Гомеокладный тирс с апикальной редукцией
Гетерокладический тирс
Непересекающийся гетерокладный тирс
Плейотирс

Соцветия различного типа, у которых главная ось является повислой, называются серёжками. Среди серёжек встречаются тирсы (ольха, берёза, лещина), простые кисти и колосья.

Сережка в виде кисти и колоса
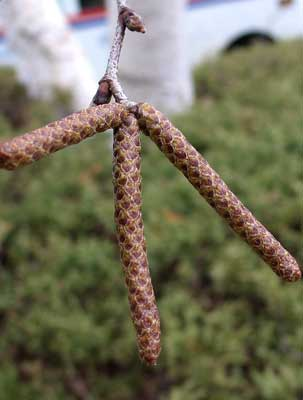
Сережковидный тирс